# Shechen Gyeltshab
Shechen Gyeltshab (tib.: zhe chen rgyal tshab) ist der Titel einer bedeutenden Trülku-Linie der Shechen-Tradition des tibetischen Buddhismus.
Neben dem Shechen Rabjam und dem Shechen Kongtrül zählt der Shechen Gyeltshab zu den wichtigsten Trülkus dieser Tradition. Der bekannteste unter den Shechen Gyeltshabs war der 4. Shechen Gyeltshab Pema Namgyel (zhe chen rgyal tshab pad ma rnam rgyal; 1871–1926), der von Jamyang Khyentse Wangpo als Reinkarnation des 3. Shechen Gyeltshab Orgyen Rangjung Dorje (o rgyan rang byung rdo rje) anerkannt wurde. Pema Namgyel wurde nach dem Tod seines berühmten Lehrers Ju Mipham Namgyel Gyatsho ( 'ju mi pham rnam rgyal rgya mtsho; 1846–1912) als dessen spiritueller Erbe angesehen und war Wurzellehrer des Dilgo Khyentse. Sein literarisches Werk umfasst 13 Bände.